# Ko Jin-young
Dans ce nom coréen, le nom de famille, Ko, précède le nom personnel.
Ko Jin-young (en coréen : 고진영, hanja : 高眞榮), née le 4 juillet 1995 à Séoul, est une golfeuse professionnelle sud-coréenne.
Ko Jin-young naît et grandit en Corée du Sud. Non issue d'une famille de golfeurs contrairement à la majorité des golfeuses, elle découvre ce sport en s'inspirant de Pak Se-ri. Elle devient professionnelle à l'âge de dix-huit ans et intègre le circuit sud-coréen de la LPGA en 2014. Durant quatre années, elle remporte dix tournois sur ce circuit. Sa victoire au Championnat LPGA KEB Hana Bank en octobre 2017, unique tournoi de la LPGA disputé en Corée du Sud, la convainc de rejoindre le circuit américain de la LPGA. Elle découvre ce circuit en 2018 et sa première saison est récompensée du titre de meilleure débutante à vingt-trois ans. Elle marque la saison 2019 en challengeant les meilleures golfeuses, elle remporte quatre victoires dont deux tournois majeurs de la LPGA - l' ANA Inspiration et le Championnat Amundi Evian. Elle est récompensée du titre de meilleure joueuse de la LPGA et devient numéro une mondiale à partir d'avril 2019.
Les saisons 2020 et 2021 sont impactées grandement par la pandémie mais Ko Jin-young reste numéro une mondiale et l'une des références de la LPGA. Elle bat alors le record de semaines à être numéro une mondiale avec 163 semaines entre 2019 et 2023, obtient un second titre de meilleure joueuse de la LPGA en 2021. Au total, elle compte vingt-six titres professionnelles dont deux tournois majeurs.

## Biographie
En 2019, Ko Jin-young réalise une série de 114 trous sans effectuer de bogey, un record dans l’histoire du circuit LPGA. Elle remporte deux tournois majeurs cette saison-là : l’ANA Inspiration et l'Evian Championship.
En octobre 2021, Ko Jin-young remporte le BMW Ladies Championship en prolongation à Busan, son quatrième tournoi de la saison, et redevient no 1 mondiale. La golfeuse sud-coréenne termine la saison 2021 en remportant le Tour Championship avec une carte finale de 63 soit neuf coups sous le par. Cette victoire lui permet de remporter le titre de joueuse de l’année LPGA
En mars 2022, Ko bat le record de Annika Sörenstam en réussissant quinze cartes de suite avec un score dans la soixantaine lors de son treizième succès en carrière sur le circuit LPGA,. Pour Joanna Klatten, Ko Jin-young « a très peu de mauvais coups et joue de manière ultra régulière. […] Même si elle est dans une journée moyenne, elle est capable de rendre une carte sous le par ».

## Palmarès

### Victoires professionnelles
| N°  | Date       | Circuit principal | Tournoi                                    | Score                         | Par  | Marge   | Finaliste                                        |
| --- | ---------- | ----------------- | ------------------------------------------ | ----------------------------- | ---- | ------- | ------------------------------------------------ |
| 1.  | 17/08/2014 | Korea LPGA        | Nefs Masterpiece                           | 71-70-70-70=281               | - 7  | 1 coup  | Cho Yoon-ji                                      |
| 2.  | 26/04/2015 | Korea LPGA        | Nexen-Saint Nine Masters                   | 70-65-68=203                  | - 13 | 1 coup  | Lee Seung-hyun                                   |
| 3.  | 10/05/2015 | Korea LPGA        | Open de KyoChon Honey                      | 70-68-70=208                  | - 11 | 3 coups | Bae Seon-woo                                     |
| 4.  | 12/07/2015 | Korea LPGA        | Open de Chojung Sparkling-Yongpyong Resort | 67-67-69=203                  | - 13 | 1 coup  | Kim Ye-jin                                       |
| 5.  | 13/03/2016 | Korea LPGA        | Championnats du monde de golf              | Par équipes avec Lee Jung-min |      |         |                                                  |
| 6.  | 01/05/2016 | Korea LPGA        | Open de KG-Edaily                          | 64-68-69=201                  | - 15 | 1 coup  | Kim Min-sun                                      |
| 7.  | 17/06/2016 | Korea LPGA        | Championnat de BMW                         | 65-68-72-70=275               | - 13 | 2 coups | Jung Hee-won                                     |
| 8.  | 09/10/2016 | Korea LPGA        | Championnat Hite Jinro                     | 70-66-74-70=280               | - 8  | 6 coups | Cho Jeong-min                                    |
| 9.  | 13/08/2017 | Korea LPGA        | Jeju Samdasoo Masters                      | 67-66-66=199                  | - 17 | 4 coups | Kim Hae-rym                                      |
| 10. | 17/09/2017 | Korea LPGA        | Championnat de BMW                         | 69-68-67-68=272               | - 12 | 1 coup  | Heo Yoon-kyung                                   |
| 11. | 15/10/2017 | LPGA              | Championnat LPGA KEB Hana Bank             | 68-67-66-68=269               | - 19 | 2 coups | Park Sung-hyun                                   |
| 12. | 18/02/2018 | LPGA              | Open d'Australie                           | 65-69-71-69=274               | - 14 | 3 coups | Choi Hye-jin                                     |
| 13. | 24/03/2019 | LPGA              | Coupe des Fondateurs Bank of Hope          | 65-72-64-65=266               | - 22 | 1 coup  | Carlota Ciganda Jessica Korda Nelly Korda Yu Liu |
| 14. | 07/04/2019 | LPGA              | ANA Inspiration                            | 69-71-68-70=278               | - 10 | 3 coups | Lee Mi-hyang                                     |
| 15. | 28/07/2019 | LPGA              | Championnat Amundi Evian                   | 65-71-66-67=269               | - 15 | 2 coups | Shanshan Feng Kim Hyo-joo Jennifer Kupcho        |
| 16. | 25/08/2019 | LPGA              | Omnium du Canada                           | 66-67-65-64=262               | - 26 | 5 coups | Nicole Broch Larsen                              |
| 17. | 13/10/2019 | Korea LPGA        | Championnat Hite Jinro                     | 71-71-71-72=285               | - 3  | 1 coup  | Choi Hye-jin Kim Ji-yeong Lee So-mi Na Hee-won   |
| 18. | 20/12/2020 | LPGA              | CME Group Tour Championship                | 68-67-69-66=270               | - 18 | 5 coups | Hannah Green Kim Sei-young                       |
| 19. | 04/07/2021 | LPGA              | Classique Volunteers of America            | 63-70-66-69=268               | - 16 | 1 coup  | Matilda Castren                                  |
| 20. | 19/09/2021 | LPGA              | Classique Cambia Portland                  | 69-67-69=205                  | - 11 | 4 coups | Lee Jeong-eun Su-Hyun Oh                         |
| 21. | 10/10/2021 | LPGA              | Coupe des Fondateurs Cognizant             | 63-68-69-66=266               | - 18 | 4 coups | Caroline Masson                                  |
| 22. | 24/10/2021 | LPGA              | Championnat de BMW                         | 71-64-67-64=266               | - 22 | Playoff | Lim Hee-jeong                                    |
| 23. | 21/11/2021 | LPGA              | CME Group Tour Championship                | 69-67-66-63=265               | - 23 | 1 coup  | Nasa Hataoka                                     |
| 24. | 06/03/2022 | LPGA              | HSBC Women's World Championship            | 69-67-69-66=271               | - 17 | 2 coups | Chun In-gee Minjee Lee                           |
| 25. | 05/03/2023 | LPGA              | HSBC Women's World Championship            | 72-65-65-69=271               | - 17 | 2 coups | Nelly Korda                                      |
| 26. | 14/05/2023 | LPGA              | Coupe des Fondateurs Cognizant             | 68-68-72-67=275               | - 13 | Playoff | Minjee Lee                                       |

## Classement WWGR en fin de saison
Le golf féminin a mis en place un classement mondial, nommé le Women's World Golf Rankings, introduit en 2006.
| Année        | 2014 | 2015 | 2016 | 2017 | 2018 | 2019 | 2020 | 2021 | 2022 | 2023 |
| Rang mondial | 41e  | 25e  | 26e  | 18e  | 10e  | 1re  | 1re  | 2e   | 5e   | 6e   |